# Posttrenneinrichtung
Eine Posttrenneinrichtung (PTrE) ist ein Bauteil der "Linientechnik" eines Telefonnetzes und wurde von der Deutschen Bundespost bis zur Liberalisierung des Endgerätemarkts (1. Juli 1990) installiert. 

## Verwendungszweck
Die Posttrenneinrichtung war vorgeschrieben in der Endstellenleitung zwischen APL und den Amtsleitungsanschlüssen privater Nebenstellenanlagen zur Abgrenzung zwischen Postnetz und Zuständigkeit der privaten Wartungsfirma. Das Stecken der Trennstecker zum erstmaligen Anschalten einer privaten Telefonanlage an das Postnetz war offiziell den Abnahmebeamten der Bundespost vorbehalten. In post- und teilnehmereigenen Telefonanlagen war die PTrE nicht vorgeschrieben. Sie wurde dort aber vereinzelt installiert. Die rechtlichen Grundlagen waren in der Fernmeldeordnung § 28 geregelt.

## Ausführungen/Typen
Die PTrE gibt es als Trennleiste (Trle) mit 10 Doppeladern für den direkten Einbau in Fernmeldeverteiler und als Aufputzversion für 2, 4 oder 10 Doppeladern. Pro Doppelader gibt es zwei Trennstecker zum Auftrennen der Verbindung für Mess- und Prüfzwecke. Der Anschluss der Kabeladern erfolgt über Schraubklemmen. Weniger verbreitet war die Benutzung der vorhandenen Lötösen.

### Typenübersicht

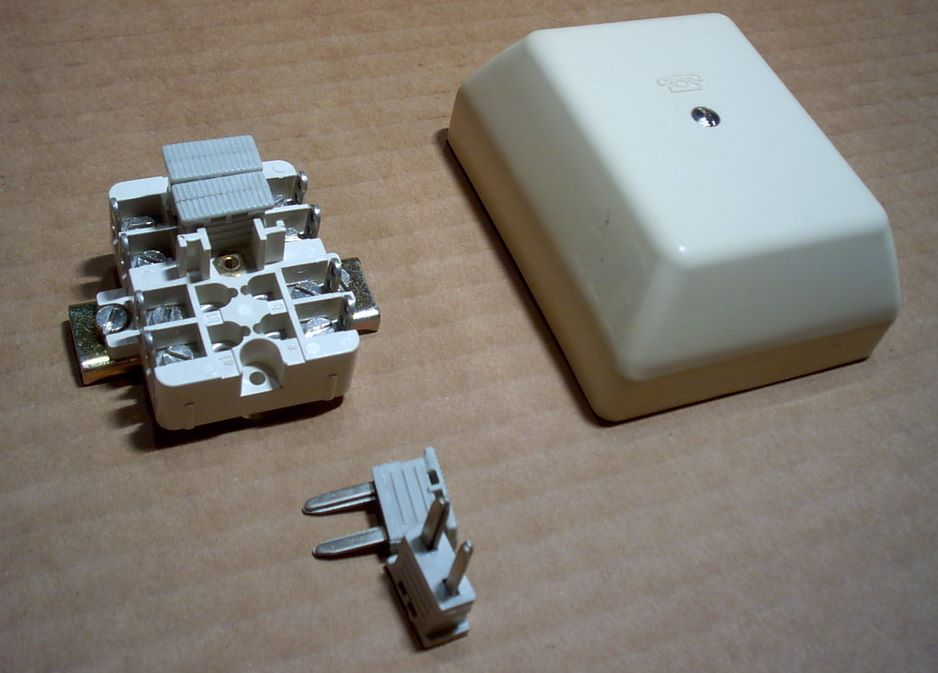
PTrE zu 2 Doppeladern
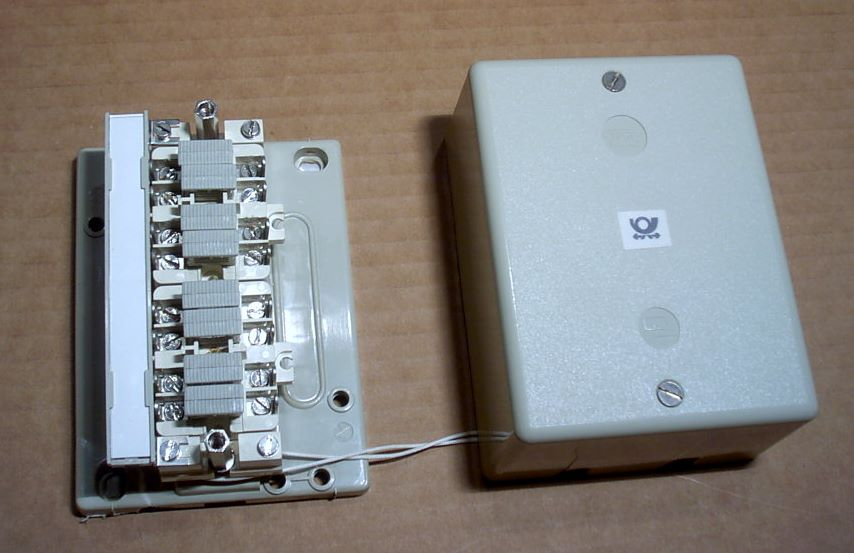
PTrE zu 4 Doppeladern
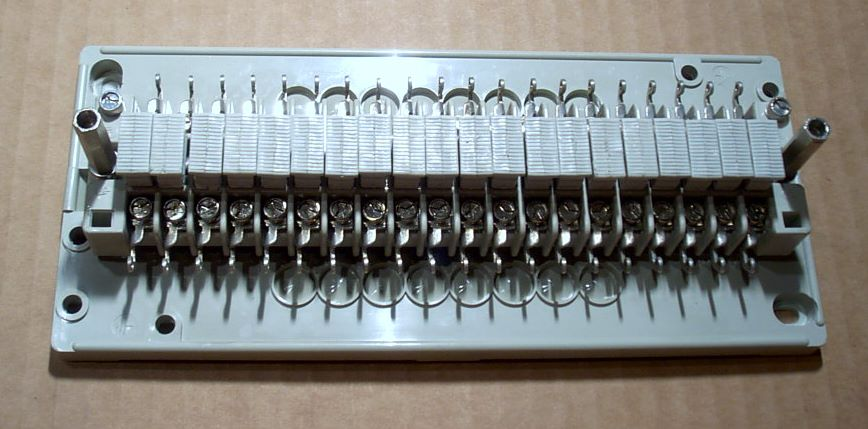
PTrE zu 10 Doppeladern (ohne Deckel)

### Beschriftung
Bei den Posttrenneinrichtungen zu 4 und 10 Doppeladern ist die Beschriftung der ankommenden Leitungen vorgesehen. Dazu gibt es einen Bezeichnungsstreifen oberhalb der Schraubklemmen und/oder einen Papieraufkleber im Gehäusedeckel, auf denen Amtsleitungen, Festverbindungen usw. benannt werden können. Die Abkürzung LSZ steht für Leitungsschlüsselziffer. Bei der Bundespost und auch bei der heutigen Deutschen Telekom AG hat jede Anschluss- und Festverbindungsart eine bestimmte Leitungsschlüsselziffer.

Beschriftungskarte einer PTrE

## Einzelnachweis
1. ↑  Handbuch der Fernmeldetechnik, Band 7 Teil 2, Linientechnik, Stand Frühjahr 1980, S. 125.